# Monte Lanín
Il Lanín è uno stratovulcano situato lungo il confine tra Argentina e Cile nella catena montuosa delle Ande.